# Česká fotbalová reprezentace
Česká fotbalová reprezentace reprezentuje Česko na mezinárodních fotbalových akcích. Vznikla v roce 1994 po rozpadu Československa. Navázala na československou fotbalovou reprezentaci, ale i ještě starší reprezentaci Čech a Moravy (1906–1918). Jejím organizátorem je Fotbalová asociace České republiky. Jejím největším úspěchem je stříbro na mistrovství Evropy v roce 1996 a bronz na mistrovství Evropy 2004. Od roku 1996 se jí podařilo postoupit na všechny evropské šampionáty a naopak jen na jediné mistrovství světa (2006). K nejslavnějším reprezentantům v její historii patří Pavel Nedvěd, Petr Čech, Karel Poborský, Jan Koller, Milan Baroš, Vladimír Šmicer či Tomáš Rosický. Trenér Karel Brückner ji jako jediný dovedl na tři závěrečné turnaje. Dodavatelem dresů reprezentace je Puma.

## Historie

### Rakousko-Uhersko
Reprezentace Čech ("Bohemie") vznikla již za Rakouska-Uherska. Za její první přátelské utkání je považován zápas v Budapešti s Uhry, které se konalo 1. dubna 1906. Utkání skončilo remízou 1:1. První domácí přátelské utkání pak proběhlo 7. října 1906 v Praze s Uhry (remíza 4:4). První výhry dosáhl tým Čech proti Uhrům 6. října 1907 v Praze (výhra 5:3). Poslední utkání sehrálo mužstvo Čech 13. června 1908 v Praze s Anglií a skončilo prohrou 0:4. Zajímavostí je, že Maďarská fotbalová federace na rozdíl od FAČRu považuje za první utkání mezi Uhry a Čechy to z 5. dubna 1903. Toto utkání mezi pražskou asociační jedenáctkou bylo sehráno v Budapešti a skončilo výhrou Uher 2:1. Další specifickou kapitolou české fotbalové historie je Amatérské mistrovství Evropy konané roku 1911 ve Francii. Český výběr celý turnaj vyhrál. Sešli se v něm legendární fotbalisté českého fotbalového pravěku jako Jan Košek nebo Václav Pilát.  

### Československo
Od roku 1918 se nejlepší čeští fotbalisté představovali v dresu československé fotbalové reprezentace. Ta dosáhla řady úspěchů, především získala dvě stříbra na mistrovství světa (1934, 1962) a vyhrála mistrovství Evropy v roce 1976. K pilířům reprezentace patřili z Čechů hráči jako Oldřich Nejedlý, Josef Masopust nebo Antonín Panenka. 

### Samostatná Česká republika
Po rozdělení Československa odehrála samostatná česká fotbalová reprezentace první utkání 23. února 1994 v Istanbulu proti Turecku a vyhrála poměrem 4:1. První domácí utkání bylo sehráno 25. května 1994 v Ostravě na stadionu Bazaly proti Litvě, utkání skončilo výhrou Česka 5:3. První kvalifikační utkání bylo sehráno 6. září 1994 v Ostravě na Bazalech proti Maltě - výhra 6:1. První účast v kvalifikaci o Mistrovství Evropy skončila úspěšně a český tým se kvalifikoval na EURO 1996 do Anglie. Úspěchem reprezentace skončilo i celé mistrovství, neboť mužstvo obsadilo nečekané 2. místo, když ve finále ve Wembley podlehlo Němcům 1:2. Doposud se český tým kvalifikoval na všechny turnaje Mistrovství Evropy, mezi úspěchy je řazeno 3. místo v roce 2004. Na Eurech 2012 a 2020 se Češi prokousali do čtvrtfinále. 
V první kvalifikaci o mistrovství světa skončilo družstvo Česka v kvalifikační skupině třetí za Španělskem a Jugoslávií, a tudíž se MS 1998 ve Francii nezúčastnilo. Poprvé (a zatím naposledy) se Česko kvalifikovalo na MS 2006 v Německu, kde skončilo ve skupině za pozdějšími mistry - Itálií a Ghanou. 
Na konci listopadu 2023 se rozhodl trenér Jaroslav Šilhavý bezprostředně po postupu na mistrovství Evropy od reprezentace odejít a neprodloužit končící smlouvu. Dne 11. prosince měl výkonný výbor FAČR nového reprezentačního trenéra zvolit, zasedání bylo ale kvůli vysokému počtu omluvenek ze zdravotních a pracovních důvodů zrušeno. Jedním z kandidátů byl bývalý reprezentační trenér Ivan Hašek. Ten byl spojován s Pavlem Nedvědem, který dostal nabídku stát se generálním manažerem reprezentace. Nedvěd ale dne 3. ledna 2024 nabídku oficiálně odmítl. O jeden den později se Hašek stal podruhé ve své trenérské kariéře českým reprezentačním trenérem. Na EURO 2024 hráli Češi jedno z nejhorších EURO v historii kdy po porážce 1:2 s Portugalskem, s Gruzií 1:1 a s Tureckem prohra 1:2 vybojovali jen 1 bod.

## Turnaje
| Turnaj                  | Místo konání           | Umístění                                        | Soupiska          |
| Mistrovství světa       | Mistrovství světa      | Mistrovství světa                               | Mistrovství světa |
| ----------------------- | ---------------------- | ----------------------------------------------- | ----------------- |
| MS 1998                 | Francie                | nepostoupili z kvalifikace                      |                   |
| MS 2002                 | Jižní Korea a Japonsko | nepostoupili z kvalifikace                      |                   |
| MS 2006                 | Německo                | 3. místo v základní skupině E                   | soupiska          |
| MS 2010                 | Jižní Afrika           | nepostoupili z kvalifikace                      |                   |
| MS 2014                 | Brazílie               | nepostoupili z kvalifikace                      |                   |
| MS 2018                 | Rusko                  | nepostoupili z kvalifikace                      |                   |
| MS 2022                 | Katar                  | nepostoupili z kvalifikace                      |                   |
| Mistrovství Evropy      |                        |                                                 |                   |
| ME 1996                 | Anglie                 | Stříbrná medaile                                | soupiska          |
| ME 2000                 | Belgie a Nizozemsko    | 3. místo v základní skupině D                   | soupiska          |
| ME 2004                 | Portugalsko            | Bronzová medaile                                | soupiska          |
| ME 2008                 | Rakousko a Švýcarsko   | 3. místo v základní skupině A                   | soupiska          |
| ME 2012                 | Polsko a Ukrajina      | Vyřazení ve čtvrtfinále Portugalskem            | soupiska          |
| ME 2016                 | Francie                | 4. místo v základní skupině D                   | soupiska          |
| ME 2020                 | Evropské státy         | Vyřazení ve čtvrtfinále Dánskem                 | soupiska          |
| ME 2024                 | Německo                | 4. místo v základní skupině F                   | soupiska          |
| Letní olympijské hry    |                        |                                                 |                   |
| LOH 1996                | USA                    | nepostoupili na závěrečný turnaj                |                   |
| LOH 2000                | Austrálie              | základní skupina                                | soupiska          |
| LOH 2004                | Řecko                  | nepostoupili na závěrečný turnaj                |                   |
| LOH 2008                | Čína                   | nepostoupili na závěrečný turnaj                |                   |
| LOH 2012                | Spojené království     | nepostoupili na závěrečný turnaj                |                   |
| LOH 2016                | Brazílie               | nepostoupili – 5. místo v kvalifikačním turnaji |                   |
| Konfederační pohár FIFA |                        |                                                 |                   |
| KP 1997                 | Saúdská Arábie         | Bronzová medaile                                | soupiska          |

## Reprezentanti

### Soupiska
Nominace na zápasy kvalifikace s  Faerskými ostrovy a  Gibraltarem.

| #  | Pozice | Hráč            |
| -- | ------ | --------------- |
| 1  | B      | Jindřich Staněk |
| 2  | O      | David Zima      |
| 3  | O      | Tomáš Holeš     |
| 3  | Z      | Vasil Kušej     |
| 4  | O      | Václav Jemelka  |
| 5  | O      | Vladimír Coufal |
| 6  | Z      | Jiří Boula      |
| 6  | Z      | Matěj Šín       |
| 7  | O      | Ladislav Krejčí |
| 8  | Z      | Michal Sadílek  |
| 9  | Ú      | Jan Kliment     |
| 10 | Ú      | Patrik Schick   |
| 11 | Ú      | Jan Kuchta      |

| #  | Pozice | Hráč            |
| -- | ------ | --------------- |
| 12 | Z      | Lukáš Červ      |
| 13 | O      | David Douděra   |
| 14 | Z      | Lukáš Provod    |
| 15 | Z      | Pavel Šulc      |
| 16 | B      | Matěj Kovář     |
| 17 | Z      | Václav Černý    |
| 18 | O      | Jaroslav Zelený |
| 19 | Ú      | Tomáš Chorý     |
| 20 | O      | David Jurásek   |
| 21 | Z      | Alex Král       |
| 22 | Z      | Tomáš Souček    |
| 23 | B      | Martin Jedlička |

## Trenéři
| Jméno            | Jmenování         | Jmenování | Ukončení spolupráce | Ukončení spolupráce | Doba ve funkci   |
| ---------------- | ----------------- | --------- | ------------------- | ------------------- | ---------------- |
| Dušan Uhrin      | 25. května 1993   | [ 13 ]    | 21. prosince 1997   | [ 13 ]              | 4 roky a 210 dní |
| Jozef Chovanec   | 8. ledna 1998     | [ 14 ]    | 20. listopadu 2001  | [ 15 ]              | 3 roky a 316 dní |
| Karel Brückner   | 12. prosince 2001 | [ 16 ]    | 30. června 2008     | [ 13 ]              | 6 let a 201 dní  |
| Petr Rada        | 17. července 2008 | [ 17 ]    | 8. dubna 2009       | [ 18 ]              | 265 dní          |
| František Straka | 12. května 2009   | [ 18 ]    | 30. června 2009     | [ 19 ]              | 49 dní           |
| Ivan Hašek       | 7. července 2009  | [ 20 ]    | 14. října 2009      | [ 21 ]              | 99 dní           |
| Michal Bílek     | 20. října 2009    | [ 22 ]    | 10. září 2013       | [ 23 ]              | 3 roky a 325 dní |
| Josef Pešice     | 13. září 2013     | [ 24 ]    | 31. prosince 2013   |                     | 109 dní          |
| Pavel Vrba       | 1. ledna 2014     |           | 30. června 2016     | [ 25 ]              | 2 roky a 181 dní |
| Karel Jarolím    | 1. srpna 2016     | [ 26 ]    | 11. září 2018       | [ 27 ]              | 2 roky a 41 dní  |
| Jaroslav Šilhavý | 18. září 2018     | [ 28 ]    | 20. listopadu 2023  |                     | 5 let a 63 dní   |
| Ivan Hašek       | 4. ledna 2024     | [ 11 ]    |                     |                     | 1 rok a 177 dní  |

## Utkání

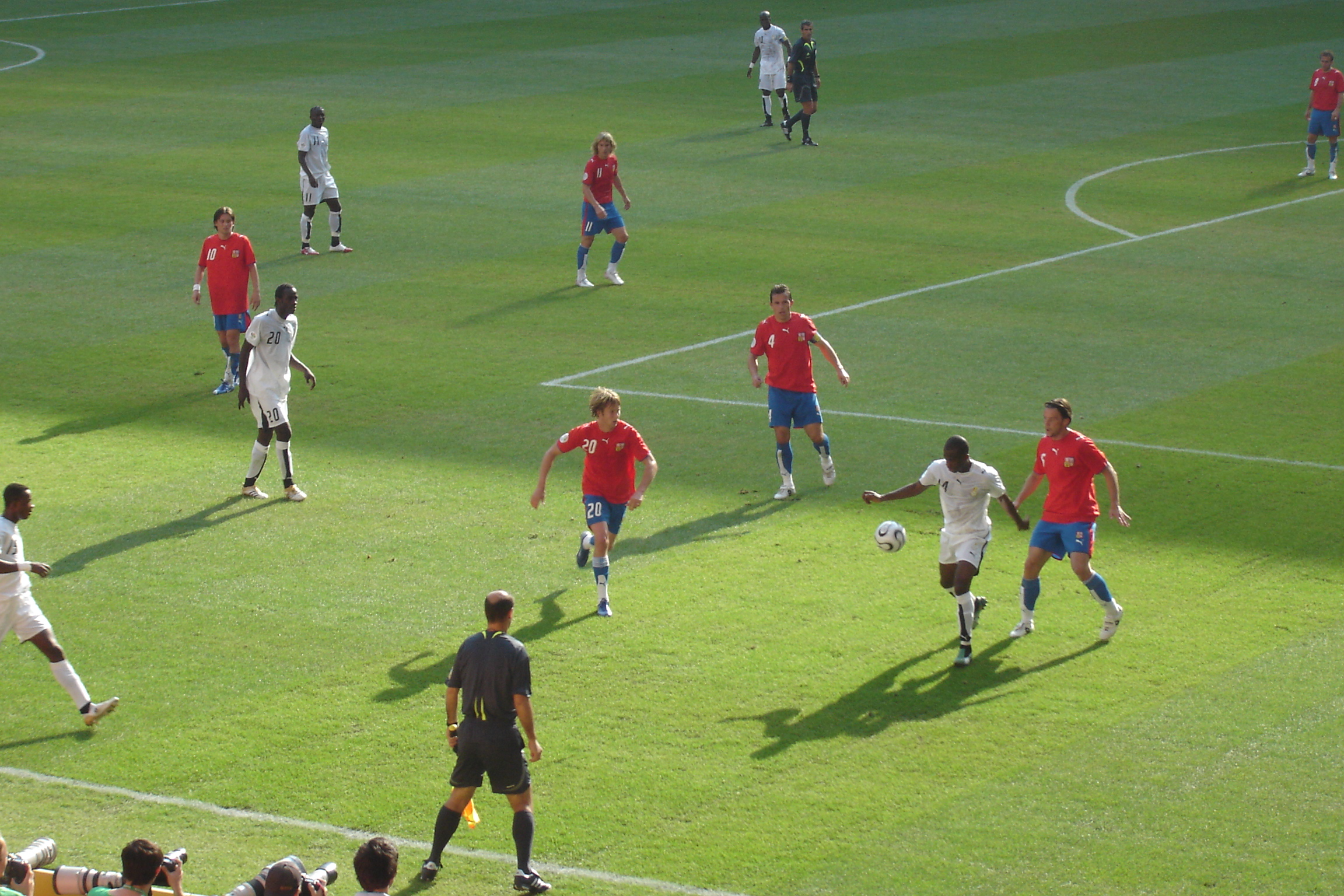
Druhý zápas české fotbalové reprezentace na MS 2006 proti týmu Ghany.

Zdroj:
| Rok                       | Počet | Výhry | Remízy | Prohry |
| ------------------------- | ----- | ----- | ------ | ------ |
| Seznam zápasů v roce 1994 | 8     | 4     | 3      | 1      |
| Seznam zápasů v roce 1995 | 10    | 7     | 2      | 1      |
| Seznam zápasů v roce 1996 | 16    | 9     | 2      | 5      |
| Seznam zápasů v roce 1997 | 14    | 8     | 1      | 5      |
| Seznam zápasů v roce 1998 | 10    | 7     | 2      | 1      |
| Seznam zápasů v roce 1999 | 11    | 9     | 1      | 1      |
| Seznam zápasů v roce 2000 | 12    | 6     | 1      | 5      |
| Seznam zápasů v roce 2001 | 12    | 5     | 3      | 4      |
| Seznam zápasů v roce 2002 | 10    | 7     | 3      | 0      |
| Seznam zápasů v roce 2003 | 9     | 8     | 1      | 0      |
| Seznam zápasů v roce 2004 | 15    | 9     | 2      | 4      |
| Seznam zápasů v roce 2005 | 12    | 9     | 0      | 3      |
| Seznam zápasů v roce 2006 | 13    | 7     | 3      | 3      |
| Seznam zápasů v roce 2007 | 10    | 7     | 2      | 1      |
| Seznam zápasů v roce 2008 | 13    | 5     | 3      | 5      |
| Seznam zápasů v roce 2009 | 9     | 4     | 4      | 1      |
| Seznam zápasů v roce 2010 | 8     | 4     | 1      | 3      |
| Seznam zápasů v roce 2011 | 12    | 5     | 3      | 4      |
| Seznam zápasů v roce 2012 | 13    | 5     | 4      | 4      |
| Seznam zápasů v roce 2013 | 10    | 5     | 2      | 3      |
| Seznam zápasů v roce 2014 | 8     | 4     | 2      | 2      |
| Seznam zápasů v roce 2015 | 9     | 4     | 1      | 4      |
| Seznam zápasů v roce 2016 | 9     | 3     | 2      | 4      |
| Seznam zápasů v roce 2017 | 10    | 6     | 1      | 3      |
| Seznam zápasů v roce 2018 | 10    | 5     | 0      | 5      |
| Seznam zápasů v roce 2019 | 10    | 5     | 0      | 5      |
| Seznam zápasů v roce 2020 | 8     | 5     | 0      | 3      |
| Seznam zápasů v roce 2021 | 17    | 8     | 4      | 5      |
| Seznam zápasů v roce 2022 | 10    | 2     | 2      | 6      |
| Seznam zápasů v roce 2023 | 10    | 5     | 4      | 4      |
| Seznam zápasů v roce 2024 | 13    | 6     | 3      | 3      |

## Hráči s nejvíce starty
(stav k 16. 6. 2024, hráči tučně startovali jen za Česko, hráči bez zvýraznění za Česko i Československo, hráči v kurzívě jen za Československo, hráči slovenské národnosti se slovenskou vlaječkou, aktivní hráči označeni ikonou míče. Zdroj: )
| Pořadí | Jméno              | Kariéra   | Zápasy | Góly | Poznámky                           |
| ------ | ------------------ | --------- | ------ | ---- | ---------------------------------- |
| 1      | Petr Čech          | 2002–2016 | 124    | 0    |                                    |
| 2      | Karel Poborský     | 1994–2006 | 118    | 8    |                                    |
| 3      | Tomáš Rosický      | 2000–2016 | 105    | 23   |                                    |
| 4      | Jaroslav Plašil    | 2004–2016 | 103    | 7    |                                    |
| 5      | Milan Baroš        | 2001–2012 | 93     | 41   |                                    |
| 6      | Jan Koller         | 1999–2009 | 91     | 55   |                                    |
| 7      | Pavel Nedvěd       | 1994–2006 | 91     | 18   |                                    |
| 8      | Zdeněk Nehoda      | 1971–1987 | 90     | 31   | všechny starty za Československo   |
| 9      | Pavel Kuka         | 1990–2002 | 87     | 29   | z toho 24 startů za Československo |
| 10     | Jiří Němec         | 1990–2001 | 84     | 1    | z toho 20 startů za Československo |
| 11     | Vladimír Šmicer    | 1993–2005 | 81     | 27   | z toho 1 start za Československo   |
| 12     | Tomáš Souček       | 2014–     | 80     | 14   |                                    |
| 13     | Tomáš Ujfaluši     | 2001–2009 | 78     | 2    |                                    |
| 14     | Marek Jankulovski  | 2000–2009 | 78     | 12   |                                    |
| 15     | Vladimír Darida    | 2012–2021 | 76     | 8    |                                    |
| 16     | Marián Masný       | 1974–1982 | 75     | 18   | všechny starty za Československo   |
| 17     | Ladislav Novák     | 1952–1966 | 75     | 1    | všechny starty za Československo   |
| 18     | Vratislav Lokvenc  | 1995–2006 | 74     | 14   |                                    |
| 19     | František Plánička | 1926–1938 | 73     | 0    | všechny starty za Československo   |
| 20     | Tomáš Galásek      | 1995–2008 | 69     | 1    |                                    |

## Hráči s nejvíce góly
(stav k 7. 6. 2025, hráči tučně skórovali jen za Česko, hráči bez zvýraznění za Česko i Československo, hráči v kurzívě jen za Československo, hráči slovenské národnosti se slovenskou vlaječkou, aktivní hráči označeni ikonou míče. Zdroj: )
| Pořadí | Jméno             | Góly | Poznámky                         |
| ------ | ----------------- | ---- | -------------------------------- |
| 1      | Jan Koller        | 55   |                                  |
| 2      | Milan Baroš       | 41   |                                  |
| 3      | Antonín Puč       | 35   | všechny branky za Československo |
| 4      | Zdeněk Nehoda     | 31   | všechny branky za Československo |
| 5      | Pavel Kuka        | 29   | z toho 7 za Československo       |
| 6      | Oldřich Nejedlý   | 29   | všechny branky za Československo |
| 7      | Josef Silný       | 28   | všechny branky za Československo |
| 8      | Vladimír Šmicer   | 27   |                                  |
| 9      | Patrik Schick     | 24   |                                  |
| 10     | Tomáš Rosický     | 23   |                                  |
| 11     | František Svoboda | 22   | všechny branky za Československo |
| 12     | Adolf Scherer     | 22   | všechny branky za Československo |
| 13     | Pavel Nedvěd      | 18   |                                  |
| 14     | Josef Bican       | 18   | všechny branky za Československo |
| 15     | Patrik Berger     | 18   |                                  |
| 16     | Marián Masný      | 18   | všechny branky za Československo |
| 17     | Antonín Panenka   | 17   | všechny branky za Československo |
| 18     | Tomáš Skuhravý    | 17   | z toho 14 za Československo      |
| 19     | Vratislav Lokvenc | 14   |                                  |
| 20     | Andrej Kvašňák    | 13   | všechny branky za Československo |
| 21     | Luboš Kubík       | 13   | z toho 10 za Československo      |
| 22     | Ladislav Vízek    | 13   | všechny branky za Československo |

## Hráči s nejvíce účastmi na závěrečných turnajích (ME+MS)
Pozn: Jen hráči Česka
| Hráč              | Počet turnajů | ME                                 | MS      |
| ----------------- | ------------- | ---------------------------------- | ------- |
| Petr Čech         | 5             | ME 2004, ME 2008, ME 2012, ME 2016 | MS 2006 |
| Tomáš Rosický     | 5             | ME 2000, ME 2004, ME 2012, ME 2016 | MS 2006 |
| Jaroslav Plašil   | 5             | ME 2004, ME 2008, ME 2012, ME 2016 | MS 2006 |
| Jan Koller        | 4             | ME 2000, ME 2004, ME 2008          | MS 2006 |
| Karel Poborský    | 4             | ME 1996, ME 2000, ME 2004          | MS 2006 |
| Pavel Nedvěd      | 4             | ME 1996, ME 2000, ME 2004          | MS 2006 |
| Milan Baroš       | 4             | ME 2004, ME 2008, ME 2012          | MS 2006 |
| Marek Jankulovski | 4             | ME 2000, ME 2004, ME 2008          | MS 2006 |
| Jaromír Blažek    | 4             | ME 2000, ME 2004, ME 2008          | MS 2006 |

## Hráči s nejvíce medailemi ze závěrečných turnajů
Pozn: Jen hráči Česka
| Hráč            | Počet medailí | Turnaje          |
| --------------- | ------------- | ---------------- |
| Pavel Nedvěd    | 2             | ME 1996, ME 2004 |
| Karel Poborský  | 2             | ME 1996, ME 2004 |
| Vladimír Šmicer | 2             | ME 1996, ME 2004 |

## Domácí stadiony
Česká reprezentace nemá vlastní národní stadion, jako některé jiné reprezentace, byť se o jeho výstavbě mnohokrát diskutovalo. Využívá tedy stadiony jako host. K červnu 2024 odehrála svá domácí mezinárodní utkání na 18 stadionech. To vůbec první na ostravských Bazalech.
| Počet utkání | Stadion                                    | Vítězství | Remízy | Prohry | První utkání    |
| ------------ | ------------------------------------------ | --------- | ------ | ------ | --------------- |
| 47           | Stadion na Letné, Praha                    | 28        | 7      | 12     | 26. dubna 1995  |
| 20           | Stadion Na Stínadlech, Teplice             | 18        | 1      | 1      | 18. září 1996   |
| 19           | Stadion Eden, Praha                        | 7         | 7      | 5      | 27. května 2008 |
| 15           | Andrův stadion, Olomouc                    | 11        | 0      | 4      | 25. března 1998 |
| 9            | Stadion města Plzně, Plzeň                 | 8         | 1      | 0      | 12. října 2012  |
| 5            | Bazaly, Ostrava                            | 4         | 0      | 1      | 25. května 1994 |
| 4            | Stadion U Nisy, Liberec                    | 4         | 0      | 0      | 4. června 2005  |
| 4            | Městský stadion, Ostrava                   | 3         | 1      | 0      | 26. března 1996 |
| 3            | Stadion Střelnice, Jablonec                | 3         | 0      | 0      | 4. září 1996    |
| 3            | Městský stadion, Uherské Hradiště          | 1         | 0      | 2      | 16. srpna 2006  |
| 2            | Stadion Evžena Rošického, Praha            | 1         | 1      | 0      | 24. dubna 1996  |
| 2            | Sportovní areál, Drnovice                  | 2         | 0      | 0      | 18. srpna 1999  |
| 2            | Městský stadion, Mladá Boleslav            | 1         | 1      | 0      | 31. srpna 2016  |
| 1            | Stadion FK Bohemia Poděbrady, Poděbrady    | 1         | 0      | 0      | 26. února 1997  |
| 1            | Stadion Za Lužánkami, Brno                 | 1         | 0      | 0      | 8. března 1995  |
| 1            | Stadion Střelecký ostrov, České Budějovice | 1         | 0      | 0      | 29. března 2011 |
| 1            | Městský stadion, Ústí nad Labem            | 1         | 0      | 0      | 22. března 2017 |
| 1            | Malšovická aréna, Hradec Králové           | 1         | 0      | 0      | 10. června 2024 |